# Adam James Smith
Adam James Smith (Leytonstone, Inglaterra, Reino Unido, 29 de abril de 1991) es un futbolista británico que juega de defensa para el AFC Bournemouth de la Premier League.

## Trayectoria
Se formó en las divisiones inferiores del Tottenham Hotspur, nunca jugó un partido en el equipo.
En agosto de 2009 se unió al Wycombe Wanderers en un préstamo corto para reemplazar a sus dos laterales derechos lesionados, haciendo su debut en la Football League contra el Charlton Athletic el 8 de agosto de 2009. Después de su corto paso en el Wycombe Wanderers, que terminó el 5 de septiembre de 2009, fue seleccionado para representar a la selección sub-19 de Inglaterra en las clasificaciones europeas de 2010 en Eslovenia. Smith debutó con Inglaterra en el partido final del grupo contra Eslovaquia y jugó los 90 minutos, en la victoria por 2-0 de Inglaterra.
En noviembre de 2009 se fue a préstamo al Torquay United de la League Two, hasta enero de 2010.
El 23 de septiembre de 2010 fue cedido al AFC Bournemouth. Comenzó su carrera en el club contra el Carlisle United donde se le cobró un penalti a favor en el minuto 64, que su nuevo compañero Michael Symes convirtió. El partido finalizó 2-0 a favor del Bournemouth y los dejó terceros en la tabla.
Formó parte del equipo del Bournemouth que perdió 2-0 ante el Southampton. El joven fue expulsado en el final del partido luego de dos amonestaciones. Se perdió el viaje a Brighton, pero regresó para la victoria del Bournemouth, 3-2, contra el MK Dons, donde mantuvo su ratio de 100% de victorias. Esta racha llegó a su fin cuando Smith jugó en la derrota por 2-1 contra el Colchester United en Dean Court el 30 de octubre de 2010. El 1 de abril anotó por primera vez para el Bournemouth, un agónico gol en el minuto 94 al Peterborough United en London Road ayudando a las cerezas a remontar un 3-1 adverso con 20 minutos por jugar, después de que el cabezazo de Steve Fletcher dejara el marcador 3-2.
En agosto de 2011 se anunció que se uniría al Milton Keynes Dons, en un préstamo largo. El 5 de noviembre anotó su primer gol en el club contra el Rochdale, marcando un tiro a larga distancia. A finales de enero de 2012, Smith fue llamado de vuelta de su préstamo en el Milton Keynes Dons.
Se unió al Leeds united el 31 de enero de 2012, por una cesión de una temporada. Él fue el último fichaje del entrenador Simon Grayson, ya que Grayson fue despedido al día siguiente. Smith hizo su debut en la victoria 3-0 del Leeds ante el Bristol City el 4 de febrero. En febrero el Tottenham llamó de vuelta a Smith para reforzar el primer equipo, ya que el lateral derecho titular Kyle Walker estaba lesionado. El 13 de mayo de 2012 Smith debutó en la Premier League luego de reemplazar a Younès Kaboul, en el minuto 76 de la victoria por 2-0 ante el Fulham.
En el primer día de noviembre, luego de solo realizar una aparición en la League Cup, se unió al Millwall en un préstamo de tres meses. Tuvo una estancia exitosa con 18 presencias y un gol, el Millwall anunció en el último día de transferencias pretender extender el préstamo hasta el final de la temporada.
El 29 de julio de 2013 se unió al Derby Country en un préstamo por una temporada en reemplazo de John Brayford, quien dejó el club para unirse al Cardiff City. Smith debutó con el Derbi el 6 de agosto en la victoria por 1-0 ante el Oldham Athletic, en la primera ronda de la League Cup. Jugó de nuevo en la victoria por 5-0 de la segunda ronda de la League Cup ante el Brentford el 27 de agosto, después de esto tuvo que esperar cinco partidos para poder debutar en la liga, debut que llegó cuando sustituyó en el medio tiempo al lateral derecho Kieron Freeman en la derrota del Derbi por 3-0 de local ante el Burnley el 31 de agosto. Fue titular en los siguientes siete partidos de la liga del Derbi, hasta que fue reemplazado al minuto 61 en la victoria por 5-1 ante el Millwall por razones de seguridad. El Millwall perdía por 3 goles a cero y jugando con 10 en cancha, mientras los hinchas locales lanzaban botellas y monedas a Smith, así que fue substituido por Freeman. Luego de perder su puesto en el equipo, por la llegada de Andre Wisdom, el préstamo terminó por mutuo acuerdo el 30 de noviembre de 2013 y regresó al Tottenham.
El 28 de enero de 2014 regresó al Bournemouth, esta vez fichando por tres años y medio. El 19 de diciembre de 2015, marcó en la victoria por 2-1 ante el West Bromwich Albion.
En la temporada 2018-19 sufrió una lesión en el mes de noviembre, que lo dejó fuera de las canchas hasta el mes de marzo de 2019.

## Selección nacional
Ha representado a Inglaterra en la categoría sub-21.

## Estadísticas
Actualizado al 25 de mayo de 2025.
| Club                                | Div.          | Temporada     | Liga  | Liga  | Copas nacionales | Copas nacionales | Total | Total |
| Club                                | Div.          | Temporada     | Part. | Goles | Part.            | Goles            | Part. | Goles |
| ----------------------------------- | ------------- | ------------- | ----- | ----- | ---------------- | ---------------- | ----- | ----- |
| Wycombe Wanderers F. C. Inglaterra  | 3.ª           | 2009-10       | 3     | 0     | 1                | 0                | 4     | 0     |
| Torquay United F. C. Inglaterra     | 4.ª           | 2009-10       | 16    | 0     | 2                | 0                | 18    | 0     |
| AFC Bournemouth Inglaterra          | 3.ª           | 2010-11       | 40    | 1     | 2                | 0                | 42    | 1     |
| Milton Keynes Dons F. C. Inglaterra | 3.ª           | 2011-12       | 17    | 2     | 5                | 0                | 22    | 2     |
| Leeds United F. C. Inglaterra       | 2.ª           | 2011-12       | 3     | 0     | 0                | 0                | 3     | 0     |
| Tottenham Hotspur F. C. Inglaterra  | 1.ª           | 2011-12       | 1     | 0     | 0                | 0                | 1     | 0     |
| Tottenham Hotspur F. C. Inglaterra  | 1.ª           | 2012-13       | 0     | 0     | 1                | 0                | 1     | 0     |
| Tottenham Hotspur F. C. Inglaterra  | Total club    | Total club    | 1     | 0     | 1                | 0                | 2     | 0     |
| Millwall F. C. Inglaterra           | 2.ª           | 2012-13       | 25    | 1     | 3                | 0                | 28    | 1     |
| Derby County F. C. Inglaterra       | 2.ª           | 2013-14       | 8     | 0     | 2                | 0                | 10    | 0     |
| AFC Bournemouth Inglaterra          | 2.ª           | 2013-14       | 5     | 0     | 0                | 0                | 5     | 0     |
| AFC Bournemouth Inglaterra          | 2.ª           | 2014-15       | 29    | 0     | 7                | 0                | 36    | 0     |
| AFC Bournemouth Inglaterra          | 1.ª           | 2015-16       | 31    | 2     | 5                | 0                | 36    | 2     |
| AFC Bournemouth Inglaterra          | 1.ª           | 2016-17       | 36    | 1     | 0                | 0                | 36    | 1     |
| AFC Bournemouth Inglaterra          | 1.ª           | 2017-18       | 27    | 1     | 5                | 0                | 32    | 1     |
| AFC Bournemouth Inglaterra          | 1.ª           | 2018-19       | 25    | 1     | 1                | 0                | 26    | 1     |
| AFC Bournemouth Inglaterra          | 1.ª           | 2019-20       | 24    | 0     | 1                | 0                | 25    | 0     |
| AFC Bournemouth Inglaterra          | 2.ª           | 2020-21       | 43    | 0     | 3                | 0                | 46    | 0     |
| AFC Bournemouth Inglaterra          | 2.ª           | 2021-22       | 20    | 0     | 1                | 0                | 21    | 0     |
| AFC Bournemouth Inglaterra          | 1.ª           | 2022-23       | 37    | 0     | 2                | 0                | 39    | 0     |
| AFC Bournemouth Inglaterra          | 1.ª           | 2023-24       | 28    | 0     | 3                | 0                | 31    | 0     |
| AFC Bournemouth Inglaterra          | 1.ª           | 2024-25       | 25    | 0     | 2                | 0                | 27    | 0     |
| AFC Bournemouth Inglaterra          | Total club    | Total club    | 370   | 6     | 32               | 0                | 402   | 6     |
| Total carrera                       | Total carrera | Total carrera | 443   | 9     | 46               | 0                | 489   | 9     |

## Palmarés

### Títulos nacionales
| Título           | Club            | País       | Año     |
| ---------------- | --------------- | ---------- | ------- |
| EFL Championship | AFC Bournemouth | Inglaterra | 2014-15 |